# Slowhand
Slowhand — п'ятий студійний альбом Еріка Клептона, випущений в Лондоні в 1977 році. До альбому ввійшли такі популярні сингли, як блюзовий «Cocaine», балада «Wonderful Tonight», а також кантрі-хіт «Lay Down Sally» та інші пісні, які стали класикою: «The Core» і «Next Time You See Her». Альбом виявився дуже вдалим і став для музиканта кроком вперед після менш успішного (хоча й платинового) попереднього альбому No Reason to Cry . Платівка мала як великий комерційний успіх, так і успіх у критики, досягнувши 2-ї позиції в альбомному хіт-параді Billboard, перевершивши популярний саундтрек до фільму «Лихоманка суботнього вечора».

## Список композицій
| Перша сторона | Перша сторона           | Перша сторона       | Перша сторона |
| #             | Назва                   | Автор               | Тривалість    |
| ------------- | ----------------------- | ------------------- | ------------- |
| 1.            | «Cocaine»               | Джей Джей Кейл      | 4:58          |
| 2.            | «Wonderful Tonight»     | Клептон             | 4:18          |
| 3.            | «Lay Down Sally»        | Марсі Леві, Клептон | 4:19          |
| 4.            | «Next Time You See Her» | Клептон             | 3:46          |
| 5.            | «We're All the Way»     | Дон Вільямс         | 2:32          |

| Друга сторона | Друга сторона        | Друга сторона         | Друга сторона |
| #             | Назва                | Автор                 | Тривалість    |
| ------------- | -------------------- | --------------------- | ------------- |
| 1.            | «The Core»           | Леві, Клептон         | 8:45          |
| 2.            | «May You Never»      | Джон Мартін           | 4:23          |
| 3.            | «Mean Old Frisco»    | Лайтнін Гопкінс       | 3:47          |
| 4.            | «Peaches and Diesel» | Елбі Галютен, Клептон | 4:46          |

## Позиції в чартах
Альбом
| Чарт (1977-78)           | Позиція |
| ------------------------ | ------- |
| ARIA Charts              | 46      |
| Canadian Albums Chart    | 82      |
| Dutch Albums Chart       | 17      |
| German Albums Chart      | 66      |
| Italian Albums Chart     | 19      |
| New Zealand Albums Chart | 32      |
| Swedish Albums Chart     | 41      |
| UK Albums Chart          | 2       |
| Billboard 200            | 77      |